# ティラワ港
ティラワ国際港（Myanmar International Terminals Thilawa、略称: MITT、旧称: ティラワ港 - Thilawa Port） はミャンマーヤンゴンの南25kmに位置する国際港。BOT方式で建設が進められ、1996年供用開始。ミャンマー港湾公社（MPA）が所有し、民間セクターが運営している。隣接するティラワ経済特区（Thilawa special economic zone。Thilawa SEZとも）と一体的に開発が行われている。港湾公社では、ヤンゴン港とティラワ港をひとつの港湾として管理しているためヤンゴン港ティラワ地区港湾とも呼ばれる。

## 概要
ミャンマーの主要港湾はヤンゴン港であるが、ミャンマーの民主化、経済発展の進展に伴い、海外からの輸出入の増加が見込まれ、利便性の低いヤンゴン港の港湾施設では将来的に急増する貨物量に対応できなくなる。そこでミャンマー政府はヤンゴンの南25kmのヤンゴン川東岸に位置するティラワ地区に国際港ティラワ港の整備を進めている。ティラワ港はヤンゴン港に比べて利便性が高く、より大型のタンカーなど喫水量の高い船舶（2万DWT）も入港が可能である。港湾公社ではヤンゴン港とティラワ港をあわせてひとつの港湾として管理を行っている。さらに後背地でティラワ経済特別地区（工業団地）、2400haの開発も同時に行われており、ミャンマーにとって重要なインフラとなりつつある。

## 海外援助
日本政府は2012年、本港の整備を25年ぶりの対ミャンマー円借款の対象にすることでミャンマー政府と合意した。この整備を通じて日本企業をはじめとした外国企業誘致を促進し、工業化を通じたミャンマーの経済発展を支援することを目的としている。基本計画のための調査、バースの整備、航行安全システム、浚渫船の提供など港湾インフラストラクチャー整備に対して支援を行う。また、隣接するティラワ工業団地の開発計画は、最先端のインフラを備えた「スマートシティー」として開発することが決まり、国際協力銀行（JBIC）や日本の大手コンサルタント企業、商社が参入を進めている。シンガポールや中国勢も参画を狙っているという。
しかし2025年、上組・住友商事・豊田通商の3社はティラワ港計画から撤退することを明らかにした。

## 所在地
- ミャンマー ヤンゴン管区、ヤンゴン、 チャウタン郡区およびタンリン郡区ティラワ

（Thilawa, Kyauktan Township, Yangon, Myanmar）
- - ヤンゴン国際空港まで50km
  - ヤンゴン市内まで25km

## 設備
近年、民営化方針の下、ターミナルの開発運営は民間セクターに移管されている。現在、計画32バースのうち、10バースが供用されている。
Myanmar International Terminals Thilawa (MITT)
香港の港湾管理会社ハチソン・ポート・ホールディング社（HPH)が運営し、ティラワ港で一番初めに整備されたターミナル。24時間毎日利用可能。5-9バースまで5バースを所有し、バースの延長は1000m。喫水9m。潮位変化（4.5mから5.5m）、全長260mの船舶まで接舷可能。コンテナ船、RORO船、バルク船、自動車専用船などさまざまな船が入港している。2万平方メートルの倉庫を備える。
Myanmar Integrated Port Limited Terminal（MIPL）
ミャンマー・インテグレイティド・ポートサービス社(Myanmar Integrated Port Services Pte Ltd)によって運営。1998年に供用開始。1バースを所有。